# Луков, Леонид Давидович
Леони́д Дави́дович Лу́ков (19 апреля (2 мая) 1909, Мариуполь, Екатеринославская губерния, Российская империя — 24 апреля 1963, Ленинград, РСФСР, СССР) — советский кинорежиссёр, сценарист, дважды лауреат Сталинской премии второй степени (1941, 1952). Народный артист РСФСР (1957).

## Биография
Леонид Луков родился 19 апреля (2 мая) 1909 года в Мариуполе, в семье известного в городе фотографа. В 1928 году окончил рабфак, затем был корреспондентом газет «Наша правда», «Кочегарка», «Комсомолец Украины». Член ВКП(б) с 1941 года.
Свою работу в кино Леонид Луков начал как автор сценария фильма «Ванька и мститель» (1927).
Леонид Луков был организатором студии «Кинорабмол» (Харьков), в которой он снял цикл из пяти документальных фильмов «Родина моя — комсомол». В 1930—1941 годах Луков режиссёр Киевской киностудии, с началом войны и до 1943 года режиссёр Ташкентской киностудии (именно там он снимал фильмы «Александр Пархоменко», боевой киносборник № 8, легендарную ленту «Два бойца»). С 1943 года Луков переходит на ЦКДЮФ имени М. Горького.
Творческая судьба Леонида Лукова во многом драматична. Его картины были признаны зрителями, однако подчас вызывали неприятие советских киноведов. Вторая серия фильма «Большая жизнь», посвящённая теме послевоенного восстановления, была подвергнута уничтожающей критике. Вышло специальное постановление ЦК партии от 4 сентября 1946 года. «О кинофильме „Большая жизнь“», где было отмечено «примитивное изображение всякого рода личных переживаний и бытовых сцен».
Умер 24 апреля 1963 года на съёмках фильма «Верьте мне, люди». Похоронен на Новодевичьем кладбище (8 участок, 28-й ряд).

## Семья
- жена — артистка Шершнёва, Вера Дмитриевна (1906—1978), снимавшаяся в его фильмах.

## Признание и награды
- Сталинская премия второй степени (1941) за фильм «Большая жизнь»
- заслуженный деятель искусств Узбекской ССР (1942).
- Сталинская премия второй степени (1952) за фильм «Донецкие шахтёры»
- орден Ленина (14.4.1944) — за кинокартины «Александр Пархоменко» (1942) и «Два бойца» (1943)
- народный артист РСФСР (1957).

## Фильмография

### Режиссёр
1. 1930 — Накипь
2. 1931 — Борьба продолжается (также «Корешки коммуны» или «Побеги Октября»)
3. 1931 — Итальянка
4. 1932 — Эшелон №…
5. 1935 — Молодость (фильм)
6. 1936 — Я люблю
7. 1938 — Директор
8. 1939 — Большая жизнь
9. 1941 — Ночь над Белградом (Боевой киносборник № 8)
10. 1941 — Мать (к/м)
11. 1942 — Александр Пархоменко
12. 1943 — Два бойца
13. 1945 — Это было в Донбассе
14. 1946 — Большая жизнь. 2 серия (в прокате с 1958)
15. 1947 — Рядовой Александр Матросов
16. 1950 — Донецкие шахтёры
17. 1953 — Варвары. Сцены в уездном городе (фильм-спектакль)
18. 1953 — Васса Железнова (фильм-спектакль)
19. 1954 — Об этом забывать нельзя
20. 1955 — К новому берегу
21. 1956 — Разные судьбы
22. 1958 — Олеко Дундич
23. 1961 — Две жизни
24. 1964 — Верьте мне, люди

### Сценарист
1. 1927 — Ванька и мститель
2. 1955 — К новому берегу
3. 1956 — Разные судьбы
4. 1958 — Олеко Дундич